# 남지우
남지우(1991년 8월 31일 ~ )는 대한민국의 배우이다.

## 학력
- 사이먼프레이저대학교 신문방송학과

## 출연작

### 영화
- 《로기완》 (2024년) - 정육공장 반장
- 《가치 캅시다》 (2021년)
- 《이번엔 잘 되겠지》 (2021년)
- 《도굴》 (2021년) - 젊은상길 부하 역
- 《디바》 (2020년) - CF감독 역
- 《오늘도 위위》 (2019년)- 남 실장 역
- 《시선의 끝》 (2018년) - 박태수 역
- 《가치캅시다》 (2018년) - 회사원 역
- 《승준의 휴가》 (2016년)

### 드라마
- 《미지의 서울》 (2025년, tvN) - 최승현 역
- 《아무도 없는 숲속에서》 (2024년, Netflix) - 송지수 역
- 《비질란테》 (2023년, Disney+)
- 《시를 잊은 그대에게》 (tvN, 2018년) - 레지던트 역
- 《고호의 별이 빛나는 밤에》 (중국 소후 닷컴 웹드라마, 2016년) - 마준용 역
- 《함부로 애틋하게》 (KBS2, 2016년) - 일진 남학생 역